# Эйниозавр
Эйниозавр (лат. Einiosaurus) — род птицетазовых динозавров из подсемейства центрозаврин семейства цератопсид, живших в позднемеловую эпоху на территории Северной Америки. Ископаемые остатки найдены в местности Canyon Bonebed в Монтане (США), в геологической формации Ту-Медисин (Two Medicine Formation), относящейся к кампанскому ярусу. Научно описан в 1994 году палеонтологом Скоттом Сэмпсоном.
Согласно исследованию Wilson, Ryan & Evans (2020), является частью следующего анагенетического ряда: Styracosaurus → Stellasaurus → Einiosaurus → Achelousaurus → Pachyrhinosaurus.

## Этимология
Название Einiosaurus procurvicornis происходит от «einio» — название бизона у индейских племен на территории Монтаны и др.-греч. σαῦρος «ящерица». Название типового вида указывает на его кривой рог, от латинских «curva» — кривая и «cornu» — рог.

## Описание

В сравнении с человеком

По оценке Грегори Пола (2016), достигал около 4,5 м при массе 1,3 т. Рог на носу отличался большими размерами, он был плоский с боков, загнутый вперёд и вниз. Над глазами торчали скорее лезвия, а не рога. На задней части шейного воротника возвышались два направленных назад рога, круглых в сечении, добавлявшие длину черепу и представлявшие его весьма внушительным сооружением, когда животное, идущее прямо на врага, опускало голову.